# Castillo de Blancafort
El Castillo de Blancafort es un castillo del municipio de Serchs (Bergadá) en la provincia de Barcelona, declarado Bien Cultural de Interés Nacional. Está situado en una punta rocosa de la sierra de Blancafort (1176 m.) Entre el cerro de la Guardia y la loma de la Figuerassa, en el término municipal de Serchs, comarca del Bergadá. El estado actual del castillo es de abandono y muy derruido, Este castillo facilitaba la comunicación entre los diferentes castillos que poseía Pedro de Berga, repartidos por la zona que dominaba. Se encuentra documentado desde el año 1174. Muy cerca del edificio del castillo está la iglesia de San Miguel, compuesta por una única nave y un ábside semicircular; esta iglesia fue construida también en el siglo XII.

## Descripción

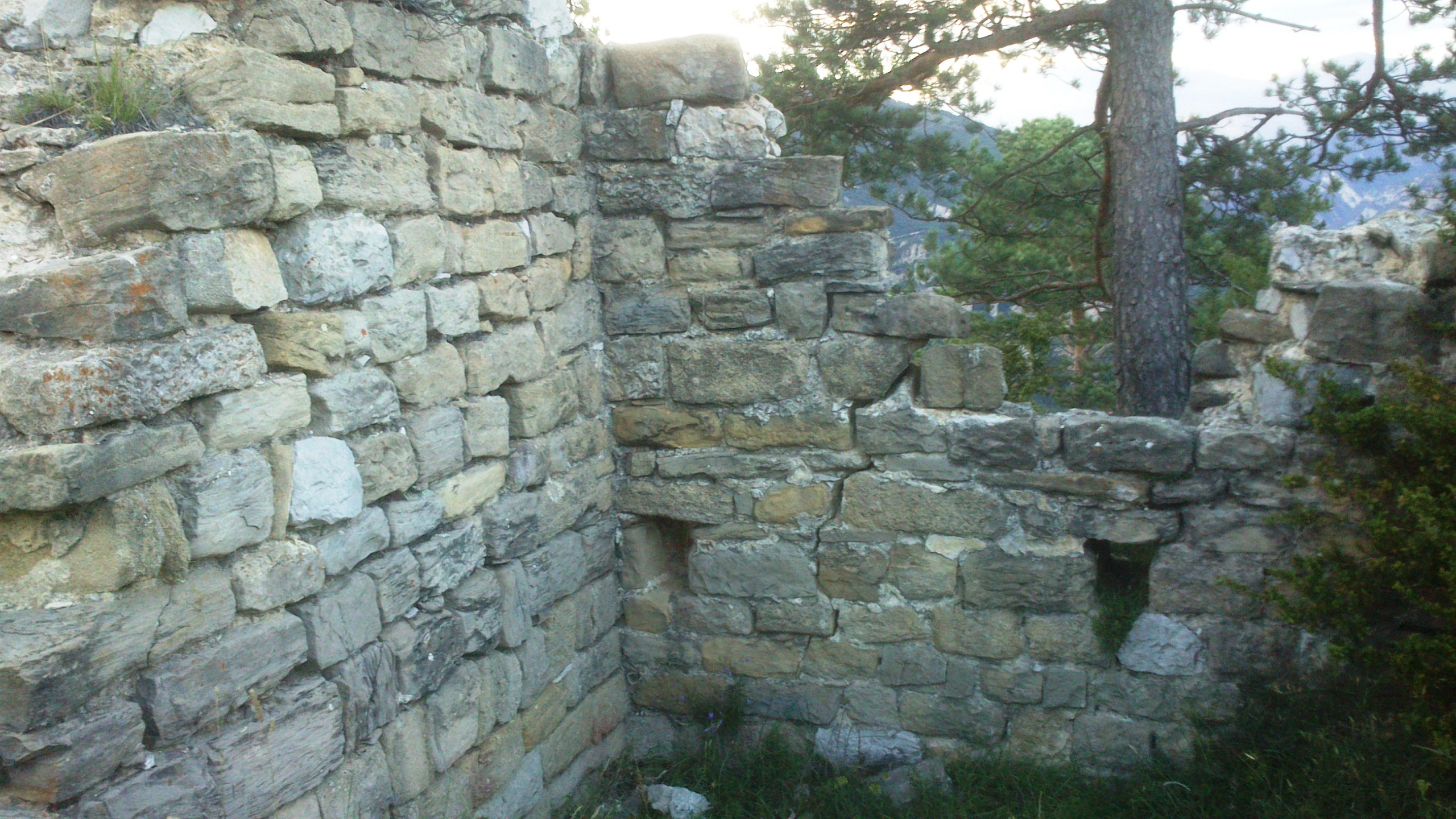
Restos de la iglesia.

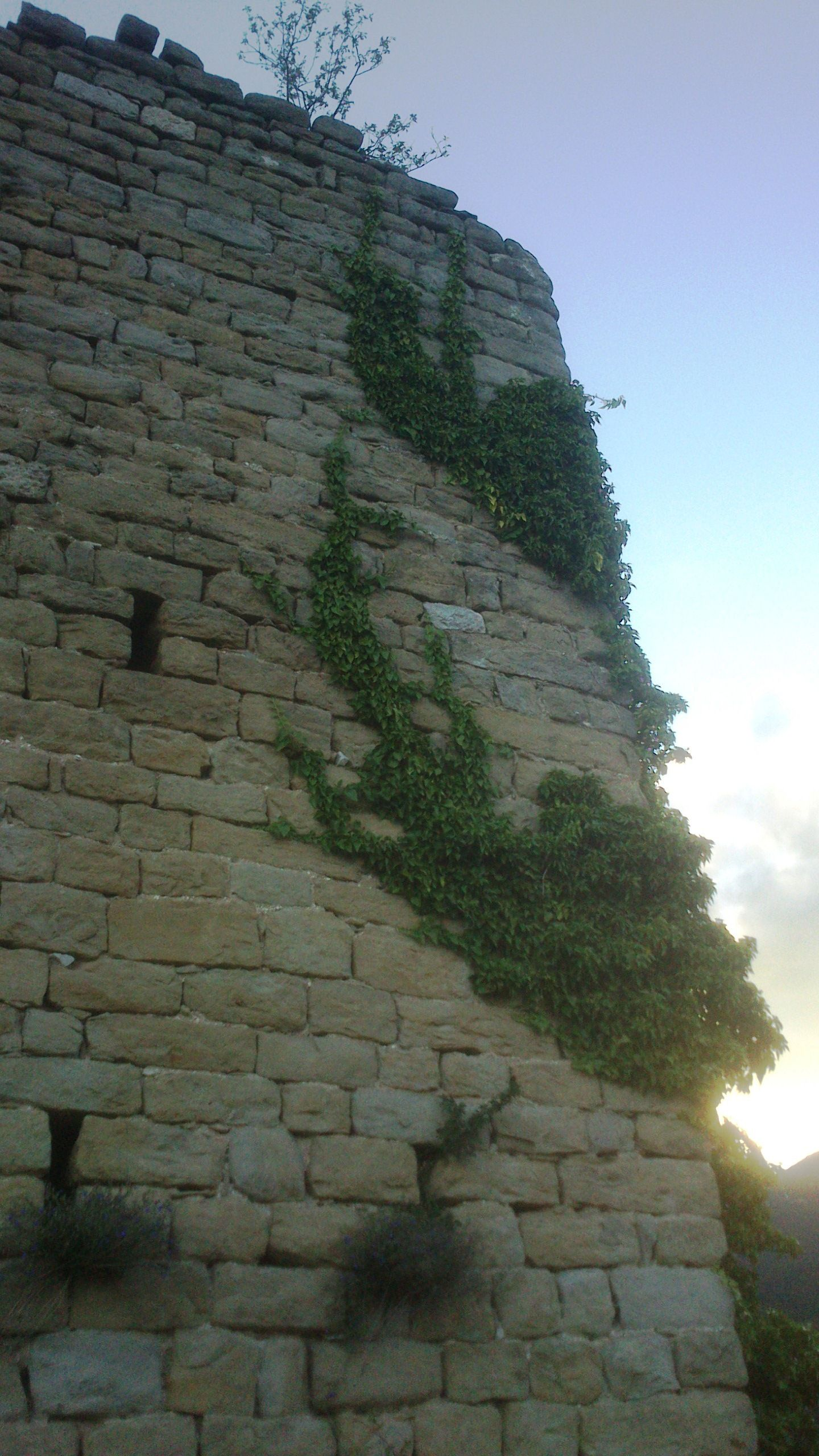
Castillo.

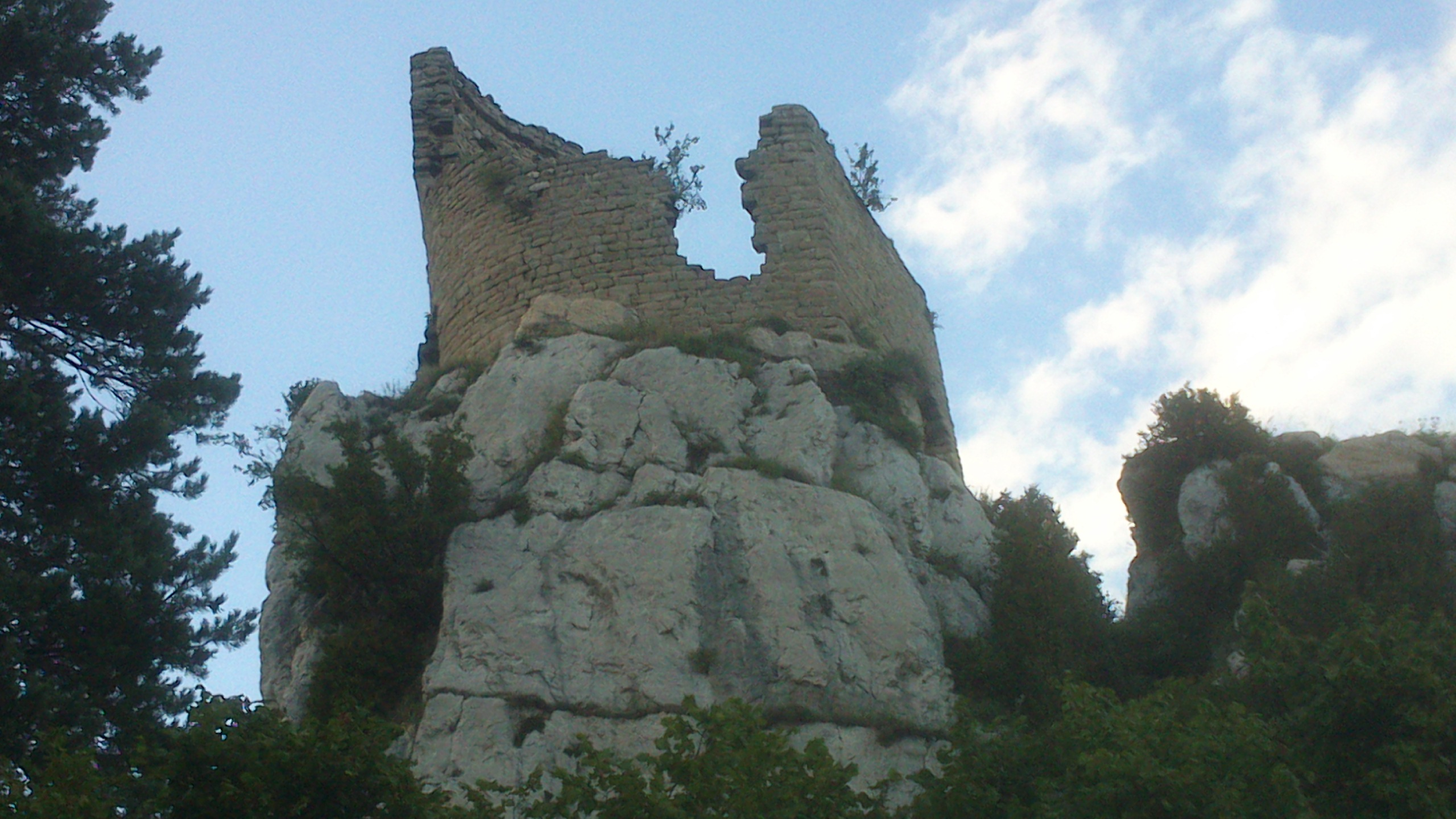
Castillo.

El castillo o fortaleza de Blancafort, se construyó en la parte más alta de una colina, en la cima de una peña de piedra blanca, situada en una zona donde están los límites entre el alto y el bajo Bergadá. Está orientada al sur y a unos 1.175 metros de altitud, desde este punto se divisa una buena extensión de terreno de a comarca y varios tramos del río Llobregat, en el tramo de la Baells y de Serchs. En la parte trasera del castillo, está el valle de Vilosiu o de las Garrigues y los Rasos de Peguera. El edificio del castillo está orientado al sur, y tiene una forma trapezoidal, el extremo occidental se adapta al relieve del terreno, y tiene una forma redondeada. Los otros ángulos del edificio están bien marcados, la pared que da al norte es la más larga con unos 8 metros de longitud, el muro noreste tiene 3,85 metros, y el espesor de las paredes es de 85 cm. Actualmente todavía está en pie parte de una torre y restos de alguna otra construcción que debieron corresponder a la antigua capilla del castillo: el ábside y dos muros. Desde el lugar se domina un amplio espacio del Alto Bergadá. La torre es de planta circular en el lado del risco y de paramentos rectos hacia el interior. Queda en un peñasco bastante elevado en medio de un bosque de pinos, un hito visual.

## Historia
El castillo fronterizo se encuentra documentado en 1166 por primera vez. Entre 1171 y 1174 se concreta bastante bien su existencia. En el siglo XIV se encuentran varias noticias. En 1365, el rey lo vende a Pere Fresch de Berga. Entre los siglos XV y XVII hay otros documentos históricos. En 1905, sin embargo, ya se encontraba en ruinas, y en 1965 los amigos de los castillos iniciaron obras de restauración.
En el siglo X, los terrenos de Vilosiu, lugar donde está edificado el castillo de Blancafort dependían del castillo de Madrona; este castillo se supone que se encontraba cerca de Queralt, posteriormente, en el siglo XII, pasa al término del castillo de Peguera.
El año 1166 el rey Alfonso I de Aragón, concedió a Pere de Berga la «Força o casa fuerte», que este había construido en el lugar de Blancafort, a cambio de un juramento de fidelidad, en su nombre y de sus sucesores. Por lo que se puede leer en un documento que se conserva en el Liber feudorum maior, hace pensar que la fortificación hacía poco que estaba acabada o bien en proceso de construcción, el mismo topónimo de Blancafort ya hace pensar que en este lugar debía haber algún tipo de edificio defensivo. En 1174 en otro documento ya se hace mención del Castrum de Blancafort.
Pere de Berga tenía en la época de la construcción del castillo, una manifiesta enemistad con los vizcondes del Condado de Berga, Blancafort está muy cercano a los castillos de Madrona y Espinalbet, los cuales pertenecían al vizconde, esta enemistad hace a los historiadores pensar que este fue el motivo de la construcción del castillo, también es probable que el hecho de tener este lugar fortificado le facilitaba la comunicación entre la ciudad de Berga, donde los Berga tenían la casa fuerte y los castillos de Peguera y de Fígols.
El año 1309 el castillo pasó a manos del rey Jaime II de Aragón, tras una permuta de su propietaria, Sibila de Pallars con dicho rey.
Berenguer de Oms, consejero real era el propietario, en 1358. El año 1363 fue vendido por 4.000 sueldos, por la reina Leonor, a Pere Fresc. En un censo realizado entre el 1365 y el 1370, Pere Fresc, tenía en propiedad el castillo de Blancafort y la casa de Merolla, de la que dependían 24 fuegos, muy probablemente casas o masías. El año 1381, según un censo, en el castillo de Blancafort había cinco fuegos y dentro de su término diecinueve más.
Durante la guerra civil catalana, que se produjo a finales del siglo XV, el castillo todavía podía ser utilizado como fortificación. En julio del año 1463, fue ocupado por Guillermo de Vila-Setrú, capitán del rey.